# Éflalo
Éflalo, en grec moderne : Εύλαλο, est un village du dème de Tópiros, en Macédoine-Orientale-et-Thrace, Grèce.
Selon le recensement de 2011, la population du district municipal comte 1 823 habitants tandis que celle de la localité s'élève à 922 habitants.